# Albanus Schachleiter
Albanus Schachleiter OSB (auch Alban Schachleiter; * 20. Januar 1861 in Mainz als Jakob Schachleiter; † 20. Juni 1937 in Feilnbach, Oberbayern) war ein deutscher katholischer Priester und Benediktinermönch, zeitweise als Abt u. a. des Prager Emausklosters. Er war einer der wenigen katholischen Geistlichen, die schon vor Hitlers Machtantritt 1933 Kontakte zur nationalsozialistischen Bewegung unterhielten. Trotz aller Ehrungen von Seiten des NS-Regimes wurde Schachleiter kein staatliches Amt übertragen.

## Leben

### Mönch und Abt der Abtei Emaus
Nach dem Studium der Philosophie, Kunstgeschichte und Musik an der Universität Leipzig trat Schachleiter 1881 in die Benediktiner-Abtei Emaus in Prag ein, die von der Beuroner Kongregation besiedelt war. 1883 legte er die Ordensgelübde ab, 1886 wurde er zum Priester geweiht. Seine theologischen Studien absolvierte er in der Abtei Seckau. Von Anfang an war er ein Förderer des klösterlichen Musiklebens. Auf seine Initiative wurde eine große Orgel gebaut und Konzerte mit namhaften Musikern veranstaltet. Seine wichtigste Aktivität war jedoch der Kampf gegen die antikatholische Los-von-Rom-Bewegung. Deshalb initiierte er die Gründung des Bonifatius-Vereins, mit dem die religiöse Bildung breiter Bevölkerungsschichten gefördert werden sollte. Als Verteidiger des katholischen Glaubens trat er, zusammen mit dem späteren Leitmeritzer Bischof Josef Gross, vor allem gegen Freidenker und Freimaurer auf. 1906 verlieh ihm Papst Pius X. eine silberne Medaille.
Nach dem Tod des Abtes Benedikt Sauter 1908 wurde Alban Schachleiter zu dessen Nachfolger gewählt; er stand 70 Chormönchen, 50 Laienbrüdern und 40 Oblaten vor. Nachfolgend entwickelte sich das Kloster sowohl zu einem geistlichen als auch zu einem politischen Zentrum. Zum Thronfolger Franz Ferdinand d’Este, der ebenfalls scharf gegen die Los-von-Rom-Bewegung auftrat, hatte Schachleiter ein vertrauensvolles Verhältnis. Beide bemühten sich um mehr Einfluss für den Katholizismus und hielten das Deutschtum für ein verbindendes Element Österreichs. Nach Ausbruch des Ersten Weltkriegs 1914 richtete Schachleiter eine Suppen- und Armenküche sowie ein Lazarett in den Klosterwerkstätten ein. Zudem wurden jüngere Ordensangehörige als Sanitätshelfer des k.u.k-Krankenzuges PK 45 eingesetzt, der aus sechzehn Krankenwagen bestand, die zu allen Kriegsschauplätzen führten.
Nach dem Auseinanderbrechen der k.u.k. Monarchie und der Gründung der Tschechoslowakei 1918 mussten die deutschen Beuroner Benediktiner 1919 Prag verlassen. Alban Schachleiter wurde wegen seiner deutschnationalen Gesinnung dreimal verhaftet und schließlich ausgewiesen. Ihm wurde vorgeworfen, dass das Emauskloster, das ursprünglich ein Zentrum der slawischen Liturgie gewesen war, paradoxerweise ein Ort des Deutschnationalismus geworden sei. Durch die Vertreibung brach der Konvent auseinander. Ein Teil der Mönche begab sich in die Beuroner Abtei Neresheim; mit der größeren Anzahl der Mönche wurde 1919 die ehemalige Zisterzienserabtei Grüssau in Niederschlesien besiedelt. Abt Schachleiter trennte sich aus unbekannten Ursachen vom klösterlichen Leben in und mit seinem Konvent. Er hielt sich ein Jahr im Stift St. Florian in Oberösterreich auf, sodann in St. Bonifaz in München, wo er Leiter der Schola Gregoriana für katholische Kirchenmusik wurde. Am 15. Juni 1920 bzw. 1924 folgte die Resignation als Abt von Emaus unter „freien Umständen“. Zudem war er Schriftleiter der Monatsschrift für Kirchenmusik Musica Divina, die von der Schola Austriaca herausgegeben wurde. Papst Benedikt XV. gewährte ihm 1921 eine Privataudienz und rein ehrenhalber die Ernennung zum Titularabt des säkularisierten Klosters Sponheim sowie beauftragte ihn mit der Gründung einer Schola Gregoriana an der Allerheiligen-Hofkirche in München. Als Titularabt war Schachleiter ein Abt ohne Kloster, hatte aber das Recht, unter bestimmten Umständen die Pontifikalien zu gebrauchen. In St. Bonifaz versuchte Schachleiter als Brückenbauer zwischen der nationalsozialistischen Ideologie und der katholischen Konfession zu fungieren, indem er in Liturgie und Predigt Sympathien für die aufkeimende Bewegung zu wecken suchte. Seine politische Neuorientierung führte seit 1930 zu kirchlichen Interventionen.

### Bis zur Machtergreifung
Am 10. Juni 1923 hielt Schachleiter anlässlich der nationalsozialistischen Gedächtnisfeier für Albert Leo Schlageter auf dem Münchner Königsplatz die Ansprache, wenngleich ihn das Münchner Erzbischöfliche Ordinariat bereits im September 1922 ersucht hatte, von politischen Vorträgen Abstand zu nehmen. 1923 begegnete er Adolf Hitler in der Wohnung des Historikers Karl Alexander von Müller. Die Kirchenleitung belegte Schachleiters militant nationalistische Haltung und sein Bekenntnis zum Nationalsozialismus 1926 mit einem Verbot öffentlicher politischer Äußerungen und der Weisung, eine klösterliche Wohnung zu beziehen, was er ignorierte. Michael von Faulhaber, der zuständige Diözesanbischof, intensivierte dieses Verbot in einem persönlichen Brief an Schachleiter, worin er eine klare Abgrenzung zwischen den deutschen Bischöfen und dem sich als Brückenbauer verstehenden Abt vollzog. 1930 quittierte der Abt seinen Dienst an der Allerheiligen-Hofkirche und bezog das „Gott-Dank-Haus“ in Feilnbach, ein für Schachleiter errichtetes Domizil des evangelischen Arztehepaars Engelhard. Dieser Gunsterweis an den katholischen Titularabt geht wesentlich auf Hermine Engelhard zurück, die in Schachleiter eine ähnlich glühende Verehrung für Adolf Hitler vermutete. Der aufgrund seiner antideutschen Erfahrungen gezeichnete Schachleiter sah in Hitler wiederum den Retter des Deutschtums. Faulhaber reagierte auf die Missachtung kirchlicher Weisungen mit der sukzessiven Sanktionierung. Die kirchenrechtliche Stellung Schachleiters als exempter Ordenspriester verzögerte jedoch ein direktes Eingreifen Faulhabers, das am 10. Juli 1932 in den Entzug der Zelebrationserlaubnis für die Erzdiözese München mündete und einer indirekten Verbannung aus der Diözese gleichkam.

### Im Staat Hitlers

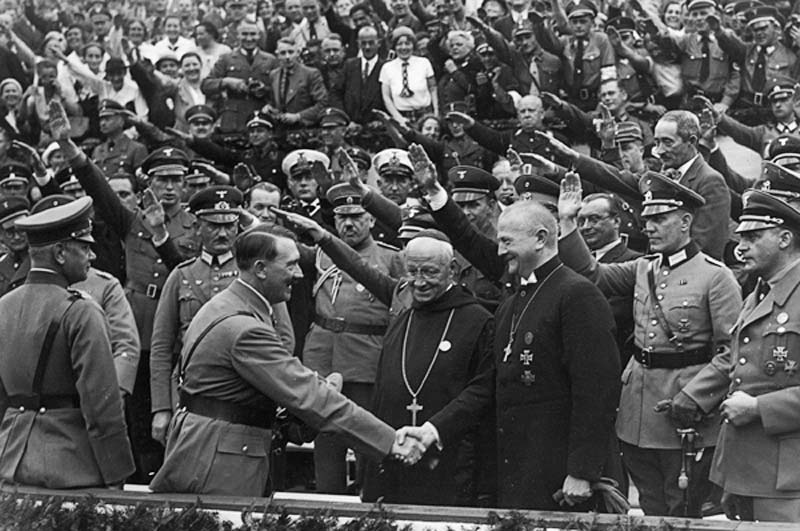
Adolf Hitler begrüßt Reichsbischof Ludwig Müller auf dem NSDAP-Parteitag in Nürnberg, September 1934. Abt Albanus Schachleiter, bereits mit Kirchenstrafen belegt, steht zwischen Hitler und Müller.

Schachleiter trat 1933 in die NSDAP ein. Als er im Völkischen Beobachter vom 1. Februar 1933 auch öffentlich Adolf Hitlers Machtergreifung begrüßte und gegen den Fastenhirtenbrief des Linzer Bischofs Johannes Gföllner als bisher schärfste Trennungslinie zwischen Nationalsozialismus und Christentum opponierte, verhängte Faulhaber am 17. März 1933 die Suspension über Schachleiter und schloss ihn aus allen diözesanen Ehrenämtern aus. Aus diesem Grund musste er eine Bitte Hitlers ausschlagen, für ihn am Tag von Potsdam einen Gottesdienst zu feiern. Hitler setzte daraufhin einen symbolpolitischen Kontrapunkt; er blieb dem Festgottesdienst in der St.-Peter-und-Paul-Kirche fern und legte auf dem Luisenstädtischen Friedhof in Berlin Kränze an den Gräbern von SA-Männern nieder.
Das Verbot weiterer kirchlicher Amtsausübung bot für die neuen Machthaber Anlass, dem gedemütigten Abt besondere Privilegien zu gewähren. So unterstützte ihn die NSDAP mit einer monatlichen Rente, während zu Schachleiters 50. Professjubiläum 6000 SA-Angehörige einen Fackelzug veranstalteten. Hitler selbst besuchte ihn am 13. Mai 1933 im „Gott-Dank-Haus“, wodurch Schachleiter sich wieder zu öffentlichen Reden veranlasst sah. Bereits am 25. Mai 1933 sprach er während einer nationalsozialistischen Gedächtnisfeier für Albert Leo Schlageter in München-Trudering vor 3.000 Personen. Nach Schachleiters Interventionen beim Papst, den auferlegten Exerzitien in Kloster Ettal und seiner schriftlichen Unterwerfung wurde er am 2. September 1933 von der Suspension befreit; am 4. September nahm er jedoch eine Parade von SA, HJ und BDM ab, die sich zu diesem Ereignis in Ettal eingefunden hatten. Faulhaber reaktivierte daraufhin das Zelebrationsverbot.
Trotz kirchlicher Proteste gegen seine politische Stellungnahme war Schachleiter 1934 und 1935 zusammen mit Reichsbischof Ludwig Müller Ehrengast der Nürnberger Reichsparteitage. Zu seinem 75. Geburtstag 1936 blieb ihm kirchlicherseits jede öffentliche Sympathiebekundung verwehrt. Jedoch beehrte ihn Hitler mit einem persönlichen Glückwunschtelegramm, die Universität München verlieh ihm die Ehrendoktorwürde für „Choralpflege und Deutschtum“, die SA veranstaltete abermals einen Fackelzug. Die im August 1936 im Zuge seines 50-jährigen Priesterjubiläums veranstaltete Festakademie in Beuron benützte Schachleiter für einen apologetischen Sermon, nachdem ihm die Zelebration eines Pontifikalamtes untersagt worden war. Die Rede erregte in Beuron jedoch mehr Ärgernis als Zustimmung und zeigt die bereits 1934 einsetzende schwindende Wertschätzung für den Abt innerhalb der katholischen Bevölkerung.
Ab September 1936 wurde die Gesundheit des Abtes aufgrund seiner Diabeteserkrankung immer schlechter, sodass mit seinem baldigen Ableben zu rechnen war. Nach dem Besuch Hitlers am Krankenbett dekretierte dieser am 11. November, dass die Leiche Schachleiters sofort für ein Staatsbegräbnis zu beschlagnahmen sei. Faulhaber interpretierte dies als letzte politische Inanspruchnahme des geächteten Abtes, der sich in seinem Testament als „treuester Gefolgsmann unseres Führers und damit auch der nationalsozialistischen Bewegung“ verstand. Der Historiker Willi Eisele wertete hingegen die Funktion Schachleiter als „Schachfigur der NSDAP“.

### Tod und Staatsbegräbnis
Schachleiter starb am 20. Juni 1937 im „Gott-Dank-Haus“ in Feilnbach, wo er seit Februar 1937 vom Arztehepaar Engelhard medizinisch versorgt wurde. Unmittelbar nach dem Ableben bezogen Mannschaften der SS vor dem Sterbehaus einen Wachposten. Am 22. Juni in die Münchner Allerheiligen-Hofkirche überführt, erfolgte nach dem Requiem von Abt Raphael Molitor die Beisetzung am Waldfriedhof in München. Am militärischen Trauerkondukt dorthin nahmen unter anderem Hitlers Stellvertreter Rudolf Heß, Gauleiter Adolf Wagner sowie Baldur von Schirach teil. Auf dem Sarg lag eine Hakenkreuzflagge. Alle Anwesenden, auch die acht Benediktineräbte, denen jegliche liturgische Funktion während des Staatsaktes untersagt worden war, wurden zum Hitlergruß gezwungen. Unterdessen zelebrierte im Prager Emauskloster Schachleiters Nachfolger Abt Arnošt Vykoukal ein Requiem. Der Münchner Oberbürgermeister Karl Fiehler veranlasste am 21. Oktober 1937 im Stadtteil Mittersendling die Benennung eines Platzes nach Abt Schachleiter, die bis zur Entnazifizierung 1945 Bestand hatte.
Bereits 1938 änderte sich die staatliche Rezeption gegenüber Schachleiter: Die Redaktion des Völkischen Beobachters lehnte die Veröffentlichung eines Gedächtnisartikels mit der Begründung ab, dass Schachleiter nicht gewürdigt werden könne, ohne auf das gebrochene Verhältnis zwischen den christlichen Kirchen und dem Nationalsozialismus hinzuweisen.

### Grabstätte
Die Grabstätte Schachleiters wurde 1987 mit Zustimmung des Abtpräses der Benediktinerkongregation, Hieronymus Nitz, eingeebnet. Eine Aberkennung der Ehrendoktorwürde nach 1945 erfolgte bis dato nicht.